# Пей (коммуна)
Пей (фр. Peille, итал. Peglia) — коммуна на юго-востоке Франции в регионе Прованс — Альпы — Лазурный берег, департамент Приморские Альпы, округ Ницца, кантон Конт. До марта 2015 года коммуна административно входила в состав упразднённого кантона Л’Эскарен (округ Ницца).
Площадь коммуны — 43,16 км², население — 2243 человека (2006) с тенденцией к росту: 2317 человек (2012), плотность населения — 53,7 чел/км².

## Население
Население коммуны в 2011 году составляло — 2304 человека, а в 2012 году — 2317 человек.
| 1962 | 1968 | 1975 | 1982 | 1990 | 1999 | 2006 | 2007 | 2011 | 2012 |
| ---- | ---- | ---- | ---- | ---- | ---- | ---- | ---- | ---- | ---- |
| 976  | 1253 | 1291 | 1622 | 1836 | 2045 | 2243 | 2271 | 2304 | 2317 |

Динамика численности населения:

## Экономика
В 2010 году из 1388 человек трудоспособного возраста (от 15 до 64 лет) 1073 были экономически активными, 315 — неактивными (показатель активности 77,3 %, в 1999 году — 70,1 %). Из 1073 активных трудоспособных жителей работали 979 человек (531 мужчина и 448 женщин), 94 числились безработными (43 мужчины и 51 женщина). Среди 315 трудоспособных неактивных граждан 105 были учениками либо студентами, 112 — пенсионерами, а ещё 98 — были неактивны в силу других причин.
На протяжении 2010 года в коммуне числилось 811 облагаемое налогом домохозяйство, в котором проживало 1909,0 человек. При этом медиана доходов составила 20 тысяч 421 евро на одного налогоплательщика.